# Reguläre Darstellung
In der Mathematik definiert man für verschiedenartige mathematische Strukturen die linksreguläre und die rechtsreguläre Darstellung. Diese sind von besonderer Bedeutung in der Darstellungstheorie, einschließlich der harmonischen Analyse und der Darstellungstheorie von Banachalgebren in der Funktionalanalysis. Sie lassen sich dabei unabhängig von konkreten Eigenschaften einer Struktur explizit auf einfache Weise aus den Operationen der Struktur konstruieren und sichern damit die Existenz reichhaltiger, nicht-trivialer Darstellungen im allgemeinen Fall.

## Darstellung einer Algebra
Sei {\displaystyle {\mathcal {A}}} eine assoziative Algebra über einem Körper. Die linksreguläre Darstellung (oder auch nur reguläre Darstellung) ist dann eine Darstellung {\displaystyle \mathbf {L} } auf dem Vektorraum {\displaystyle {\mathcal {A}}}, die durch Multiplikation von links wirkt, das heißt
{\displaystyle \mathbf {L} \colon {\mathcal {A}}\to L({\mathcal {A}}),(\mathbf {L} (A))B=AB}.
Die rechtsreguläre Darstellung {\displaystyle \mathbf {R} } wirkt analog dazu von rechts:
{\displaystyle \mathbf {R} \colon {\mathcal {A}}\to R({\mathcal {A}}),(\mathbf {R} (A))B=BA}
Dabei handelt es sich um einen Antihomomorphismus, im Allgemeinen ist sie also keine Darstellung von {\displaystyle {\mathcal {A}}}, sondern eine Rechtsoperation und somit Darstellung der Gegenalgebra {\displaystyle {\mathcal {A}}^{\operatorname {op} }}. Die rechtsreguläre Darstellung ist nichts anderes als die linksreguläre Darstellung von {\displaystyle {\mathcal {A}}^{\operatorname {op} }} und stimmt für kommutatives {\displaystyle {\mathcal {A}}} mit der linksregulären von {\displaystyle {\mathcal {A}}} überein.
Besitzt die Algebra ein neutrales Element bezüglich der Multiplikation, so sind diese beiden Darstellungen injektiv. Im Allgemeinen muss dies nicht der Fall sein, für eine Algebra mit der Multiplikation {\displaystyle AB=0} etwa sind diese Darstellungen gleich der Nullabbildung.
Fasst man Darstellungen von {\displaystyle A} als {\displaystyle {\mathcal {A}}}-Moduln auf, so ist die linksreguläre Darstellung nichts anderes als {\displaystyle {\mathcal {A}}} als Linksmodul über {\displaystyle {\mathcal {A}}} aufgefasst.

## Darstellung einer Banachalgebra
Sei nun {\displaystyle {\mathcal {A}}} eine (assoziative) Banachalgebra. Die links- und die rechtsreguläre Darstellung sind dann ebenso wie im algebraischen Fall definiert, wobei der einem Element der Algebra zugeordnete lineare Endomorphismus nun sogar stetig ist bezüglich der Norm der Algebra. Denn durch
{\displaystyle \|\mathbf {L} (A)B\|=\|AB\|\leq \|A\|\|B\|}
ist der Operator {\displaystyle \mathbf {L} (A)} beschränkt und seine Operatornorm ist maximal {\displaystyle \|A\|}. Daher ist auch die Darstellung selbst stetig und sogar eine Kontraktion, wenn man die Definitionsmenge mit der Norm der Algebra und die Zielmenge mit der Operatornorm ausstattet. Für die rechtsreguläre Darstellung gilt dies ebenso, da sie sich als linksreguläre der entgegengesetzten Banachalgebra auffassen lässt.
Besitzt die Banachalgebra eine Approximation der Eins, was etwa für jede C*-Algebra der Fall ist, so ist die (links)reguläre Darstellung injektiv, denn andernfalls enthielte der Kern der Darstellung ein Element verschieden von {\displaystyle 0}, das somit multipliziert mit jedem anderen Element der Algebra, einschließlich der Elementen der approximativen Eins, {\displaystyle 0} ergäbe.

## Darstellung einer Gruppe und der Gruppenalgebra
Sei nun {\displaystyle G} eine Gruppe und {\displaystyle K} ein beliebiger Körper. Die links- und die rechtsreguläre Darstellung werden nun auf dem {\displaystyle K}-Vektorraum {\displaystyle K(G)}, der frei von der Menge der Gruppenelemente erzeugt wird, das heißt jedes Gruppenelement wird mit einem Vektor identifiziert, sodass alle zusammen eine Basis von {\displaystyle K(G)} bilden. Die linksreguläre Darstellung ist dann definiert als
{\displaystyle \mathbf {L} \colon G\to GL(K(G)),g\mapsto (h\mapsto gh)},
wobei mittels {\displaystyle h\mapsto gh} eine Abbildung nur für die Basiselemente definiert ist und zu einer linearen Abbildung auf {\displaystyle K(G)} fortzusetzen ist. Diese lineare Abbildung ist invertierbar, da sie die Fortsetzung von {\displaystyle h\mapsto g^{-1}h} auf {\displaystyle K(G)} als Inverse besitzt. Analog ist die rechtsreguläre Darstellung definiert als
{\displaystyle \mathbf {R} \colon G\to GL(K(G)),g\mapsto (h\mapsto hg^{-1})},
welche ebenfalls eine Darstellung ist. Fasst man die Elemente von {\displaystyle K(G)} als Funktionen {\displaystyle G\to K} mit endlichem Träger auf (dies liefert eine explizite Konstruktion des freien Objekts), so ist die Wirkung der beiden Darstellungen durch
{\displaystyle \forall g,h\in G,f\in K(G)\quad (\mathbf {L} (g)(f))(h)=f(g^{-1}h)\wedge (\mathbf {R} (g)(f))(h)=f(hg)}
gegeben.
Der Raum {\displaystyle K(G)} lässt sich mit einer Multiplikation ausstatten, wodurch er zur sogenannten Gruppenalgebra wird. Jede Darstellung einer Gruppe lässt sich eindeutig zu einer Darstellung der Gruppenalgebra fortsetzen (unter Identifikation der Gruppenelemente mit Basisvektoren). Im Falle der linksregulären Darstellung ist diese durch
{\displaystyle \mathbf {L} \colon K(G)\to L(K(G)),a\mapsto (b\mapsto ab)}
gegeben, das heißt, es handelt sich um die oben definierte linksreguläre Darstellung der Gruppenalgebra. Die rechtsreguläre Darstellung einer Gruppe lässt sich auch als Homomorphismus auf der Gegengruppe {\displaystyle G^{\operatorname {op} }} auffassen, als
{\displaystyle \mathbf {R} \colon G^{\operatorname {op} }\to GL(K(G)),g\mapsto (h\mapsto hg)},
wobei die Multiplikation auf der rechten Seite in {\displaystyle G} zu lesen ist. Hierfür verkette man einfach den Gruppenisomorphismus {\displaystyle G^{\operatorname {op} }\to G,g\mapsto g^{-1}} mit der rechtsregulären Darstellung im obigen Sinne. Diese Darstellung lässt sich dann auf {\displaystyle K(G^{\operatorname {op} })=K(G)^{\operatorname {op} }} fortsetzen und man erhält die rechtsreguläre Darstellung im obigen Sinne als Homomorphismus {\displaystyle K(G)^{\operatorname {op} }\to R(K(G))}.

## Unitäre Darstellung einer topologischen Gruppe
In der harmonischen Analyse betrachtet man unitäre Darstellungen von lokalkompakten topologischen Gruppen in Hilberträume. Eine solche Gruppe {\displaystyle G} lässt sich mit einem linken Haarmaß {\displaystyle \mu } ausstatten, der Raum der quadratintegrablen Funktionen auf der Gruppe bezüglich dieses Maßes {\displaystyle L^{2}(G,\mu )} ist dann ein Hilbertraum, auf dem sich die linksreguläre Darstellung wie oben definieren lässt als
{\displaystyle \mathbf {L} \colon G\to U(L^{2}(G,\mu )),(\mathbf {L} (x)(f))(y)=f(x^{-1}y)}.
{\displaystyle \mathbf {L} (x)} ist ein wohldefinierter Operator auf {\displaystyle L^{2}(G,\mu )}, da aufgrund der Invarianz des Haarmaßes bis auf Nullmengen gleiche Funktionen wiederum auf bis auf Nullmengen gleiche Funktionen abgebildet werden. Die Darstellung ist unitär, das heißt {\displaystyle \mathbf {L} (x)} ist stets ein unitärer Operator, da dieser aufgrund der Invarianz isometrisch ist und {\displaystyle \mathbf {L} (x^{-1})} als Inverse besitzt. Zudem ist sie stetig, wenn man {\displaystyle U(L^{2}(G,\mu ))} mit der schwachen Operatortopologie ausstattet. Hierfür genügt es zu zeigen, dass die Abbildung
{\displaystyle x\mapsto \langle \mathbf {L} (x)f,f\rangle }
für stetige Funktionen mit kompaktem Träger {\displaystyle f} stetig im neutralen Element der Gruppe ist, was daraus folgt, dass stetige Funktionen mit kompaktem Träger stets gleichmäßig stetig sind.
Die rechtsreguläre Darstellung wird auf dem Raum {\displaystyle L^{2}(G,{\tilde {\mu }})} mit dem zu {\displaystyle \mu } gehörigen rechten Haarmaß {\displaystyle {\tilde {\mu }}} definiert (für messbare Mengen {\displaystyle E\subseteq G} gelte {\displaystyle {\tilde {\mu }}(E)=\mu (E^{-1})}):
{\displaystyle \mathbf {R} \colon G\to U(L^{2}(G,{\tilde {\mu }})),(\mathbf {R} (x)(f))(y)=f(yx)}
Äquivalent dazu lässt sich die Darstellung unter Verwendung der Modularfunktion {\displaystyle \Delta } als
{\displaystyle \mathbf {R} \colon G\to U(L^{2}(G,\mu )),(\mathbf {R} (x)(f))(y)=\Delta (x)^{\frac {1}{2}}f(yx)}
definieren. Für unimodulare Gruppen ist die Modularfunktion gleich {\displaystyle 1} und {\displaystyle \mu ={\tilde {\mu }}} und die rechtsreguläre Darstellung ist somit in diesem Fall einfach
{\displaystyle \mathbf {R} \colon G\to U(L^{2}(G,\mu )),(\mathbf {R} (x)(f))(y)=f(yx)}.
In jedem Fall sind die linksreguläre und die rechtsreguläre Darstellung unitär äquivalent mittels des unitären Vertauschungsoperators {\displaystyle L^{2}(G,\mu )\to L^{2}(G,{\tilde {\mu }}),f\mapsto (x\mapsto f(x^{-1}))}. Die links- und die rechtsreguläre Darstellung sind injektiv.

### Physikalisches Beispiel
Die reguläre Darstellung des {\displaystyle \mathbb {R} ^{n}} (üblicherweise {\displaystyle n=3} oder {\displaystyle n=4}) erlaubt in einfachen Fällen der Quantenmechanik (Raum für ein Teilchen, ohne Spin) und auch klassischen Feldtheorien die Beschreibung der Symmetrie des Raumes unter Translationen: Quantenmechanische Zustände oder auch klassische Felder können als quadratintegrable Funktionen aufgefasst werden, Verschiebungen des Raumes wirken auf diesen als unitäre Operatoren.

## GruppenalgebraL1
Für jede lokalkompakte topologische Gruppe mit einem linken Haarmaß {\displaystyle \mu } definiert man die Gruppenalgebra {\displaystyle L^{1}(G,\mu )} mit der Faltung {\displaystyle *} als Produkt. Diese bildet eine Banachalgebra mit approximativer Eins und mit einer passenden Involution sogar eine Banach-*-Algebra. Nach der Faltungsungleichung von Young sind für {\displaystyle f\in L^{1}(G,\mu ),g\in L^{2}(G,\mu )} sowohl {\displaystyle f*g} als auch {\displaystyle g*f} quadratintegrabel, aus ihr folgt auch, dass die Abbildung {\displaystyle g\mapsto f*g} bezüglich der {\displaystyle L^{2}}-Norm beschränkt ist. Es lässt sich somit die Hilbertraum-Darstellung
{\displaystyle \mathbf {L} \colon L^{1}(G,\mu )\to {\mathcal {B}}(L^{2}(G,\mu )),f\mapsto (g\mapsto f*g)}
definieren, genannt linksreguläre Darstellung. Diese ist nach der Faltungsungleichung von Young und wie jeder *-Homomorphismus einer Banach-*-Algebra in eine C*-Algebra eine Kontraktion. Für kompaktes {\displaystyle G} ist {\displaystyle L^{2}(G,\mu )} ein (zweiseitiges) Ideal der Gruppenalgebra {\displaystyle L^{1}(G,\mu )} und es handelt sich einfach um die Einschränkung der linksregulären Darstellung einer Banachalgebra im obigen Sinne auf {\displaystyle L^{2}(G,\mu )} unter Wechsel der Norm.
Andererseits lässt sich die linksreguläre (unitäre) Darstellung der Gruppe {\displaystyle G} zu einer Darstellung {\displaystyle \mathbf {L} } der Gruppenalgebra so „fortsetzen“, dass für {\displaystyle f\in L^{1}(G,\mu )} im schwachen Sinne
{\displaystyle \mathbf {L} (f)=\int _{G}f(x)\mathbf {L} (x)\mathrm {d} \mu (x)}
gilt, d. h. für {\displaystyle u,v\in L^{2}(G,\mu )} ist
{\displaystyle \langle \mathbf {L} (f)u,v\rangle =\int _{G}f(x)\langle \mathbf {L} (x)u,v\rangle \mathrm {d} \mu (x)}.
Diese „Fortsetzung“ ist gerade die obige Darstellung {\displaystyle f\mapsto (g\mapsto f*g)}, was die identische Bezeichnung rechtfertigt. Ist die Gruppe {\displaystyle G} endlich und ihre Topologie diskret, so entspricht dies gerade obiger Fortsetzung der linksregulären Darstellung einer Gruppe auf die algebraische Gruppenalgebra {\displaystyle K(G)}. Ist die Gruppe unimodular, lässt sich auch die allgemeine „Fortsetzung“ der rechtsregulären Darstellung mit {\displaystyle f\mapsto (g\mapsto g*f)} wie im algebraischen Fall identifizieren. In jedem Fall ist diese „Fortsetzung“ unitär äquivalent zur linksregulären Darstellung der Gruppenalgebra {\displaystyle L^{1}(G,\mu )}.

## Zweiseitige reguläre Darstellung
Für eine lokalkompakte topologische Gruppe definiert man zudem die zweiseitige reguläre Darstellung, welche als zweiseitige Gruppenoperation aufgefasst werden kann, auf dem Raum {\displaystyle L^{2}(G,\mu )} durch Verkettung der links- und der rechtsregulären Darstellung:
{\displaystyle (\mathbf {L} \times \mathbf {R} )\colon G\times G\to U(L^{2}(G,\mu )),(g,h)\mapsto \mathbf {L} (g)\mathbf {R} (h)=\mathbf {R} (h)\mathbf {L} (g)}

## Teildarstellungen und Zerlegungen
Die Frage nach Verallgemeinerungen der Fouriertransformation und des Satzes von Plancherel in der harmonischen Analyse ist eng verbunden mit der Zerlegung der links-, der rechts- und der zweiseitig regulären Darstellung in irreduzible Darstellungen.
Die irreduziblen Teildarstellungen der linksregulären Darstellung bilden die sogenannte diskrete Serie. Eine irreduzible Darstellung {\displaystyle \pi } gehört genau dann zur diskreten Serie, wenn sie einen nichttrivialen quadratintegrablen Matrixkoeffizienten besitzt, das heißt, es existieren Vektoren {\displaystyle u,v\neq 0} aus dem Darstellungsraum von {\displaystyle \pi }, sodass die Funktion
{\displaystyle x\mapsto \langle \pi (x)u,v\rangle }
quadratintegrabel bezüglich eines linken Haarmaßes ist. Im unimodularen Fall sind dann bereits alle Matrixkoeffizienten quadratintegrabel, allgemein zumindest für {\displaystyle u} aus einem dichten Untervektorraum und {\displaystyle v} beliebig. Spannen die quadratintegrablen Matrixkoeffizienten der Elemente der diskreten Serie einen dichten Untervektorraum von {\displaystyle L^{2}(G,\mu )} auf, so lässt sich die zweiseitige Darstellung als direkte Summe
{\displaystyle \bigoplus _{\pi {\text{ irr. Teildarstellung von }}\mathbf {L} }\pi \otimes {\bar {\pi }}}
zerlegen, wobei bezüglich unitärer Äquivalenz jeweils nur ein Vertreter solcher irreduzibler Teildarstellungen in der Summe gewählt werde und {\displaystyle \otimes } das äußere Tensorprodukt und {\displaystyle {\bar {\pi }}} die kontragrediente Darstellung bezeichnen. Insbesondere für kompakte Gruppen ist jede irreduzible Darstellung Element der diskreten Serie und ihre Multiplizität, mit der sie in der linksregulären Darstellung enthalten ist, ist gleich der endlichen Dimension ihres Darstellungsraumes, siehe für diesen speziellen Fall Satz von Peter-Weyl.
Dagegen besitzt die linksreguläre Darstellung nicht kompakter abelscher Gruppen keine irreduziblen Teildarstellungen. Hier und in anderen Fällen ist jedoch eine Zerlegung der zweiseitigen Darstellung in Irreduzible als direktes integral möglich. Für jede das zweite Abzählbarkeitsaxiom erfüllende, unimodulare Typ-1-Gruppe ist die zweiseitige reguläre Darstellung unitär äquivalent zum direkten Integral
{\displaystyle \int _{\hat {G}}^{\oplus }\pi \otimes {\bar {\pi }}\mathrm {d} {\tilde {\mu }}(\pi )},
wobei {\displaystyle {\hat {G}}} ein Stellvertretersystem der irreduziblen Darstellungen von {\displaystyle G} und {\displaystyle {\tilde {\mu }}} das Plancherel-Maß bezeichnen. {\displaystyle \pi } liegt genau dann in der diskreten Serie, wenn {\displaystyle \mu (\pi )>0}, daher der Name. Die unitären Vertauschungsoperatoren zwischen jenen direkten Summen bzw. Integralen sind gerade die verallgemeinerten Fouriertransformationen und ihre Umkehrungen, welche als Diagonalisierung der zweiseitigen Darstellung verstanden werden kann. Unter genannten Voraussetzungen lassen sich dann auch links- und rechtsreguläre Darstellung als direkte Integrale zerlegen:
{\displaystyle \mathbf {L} \cong \int _{\pi \in {\hat {G}}}^{\oplus }I\otimes {\bar {\pi }}\mathrm {d} {\tilde {\mu }}(\pi )}
{\displaystyle \mathbf {R} \cong \int _{\pi \in {\hat {G}}}^{\oplus }\pi \otimes I\mathrm {d} {\tilde {\mu }}(\pi )}
Dabei bezeichne {\displaystyle I} die triviale Darstellung.
Beispielsweise ergibt sich die reguläre Darstellung des {\displaystyle \mathbb {R} ^{n}} als direktes Integral über alle irreduziblen Darstellungen, welche gerade den Charakteren entsprechen, bezüglich des Lebesgue-Maßes mit einem Skalierungsfaktor.